# Ken Yorii
Ken Yorii (født 26. april 1984) er en tidligere japansk fodboldspiller.
Han har spillet for flere forskellige klubber i sin karriere, herunder Ventforet Kofu og Matsumoto Yamaga FC.